# シンプソン・ストリート駅
シンプソン・ストリート駅 (Simpson Street) はニューヨーク市地下鉄IRTホワイト・プレーンズ・ロード線の駅である。ブロンクス区フォックスハーストとロングウッドに跨がるシンプソン・アベニューとウェストチェスター・アベニューの交差点に位置し、2系統が終日、5系統が深夜とラッシュ時を除く終日停車する。

## 駅構造
| P ホーム階 | 相対式ホーム、右側扉が開く | 相対式ホーム、右側扉が開く |
| P ホーム階 | 南行緩行線                 | ← フラットブッシュ・アベニュー-ブルックリン・カレッジ駅行き（インターベール・アベニュー駅） ← 平日：フラットブッシュ・アベニュー-ブルックリン・カレッジ駅行き（インターベール・アベニュー駅） ← 週末：ボウリング・グリーン駅行き（インターベール・アベニュー駅） |
| P ホーム階 | 混雑方向急行線             | ← ラッシュ時混雑方向：通過 → |
| P ホーム階 | 北行緩行線                 | → ウェイクフィールド-241丁目駅行き（フリーマン・ストリート駅）→ 夕ラッシュ時及び深夜帯を除く終日：イーストチェスター-ダイアー・アベニュー駅行き（フリーマン・ストリート駅）→                                                                                     |
| P ホーム階 | 相対式ホーム、右側扉が開く | |
| G          | 地上階                     | 出入口 (シンプソン・ストリートとウェストチェスター・アベニュー交差点南西、北西にエレベーター) |

雪の積もった駅構内

駅は1904年11月26日にIRTホワイト・プレーンズ・ロード線のジャクソン・アベニュー駅 - 180丁目-ブロンクス・パーク駅間の開業と共に開業した。駅は相対式ホーム2面と緩行線2線・急行線1線を有した2面3線の高架駅で、中央の急行線はラッシュ時に急行運転を行う5系統が使用している。駅は2000年初めに改装され、2004年9月17日にIRT変電所#18と共にアメリカ合衆国国立史跡に指定されている。
駅には2006年にリサ・アモヴィッツにより製作されたアートワーク『What We Build is Not Permanent』が飾られている。これはホームの壁に飾られたステンドグラスで構成されており、死亡または倒れた物の更新または再建をテーマにしている。

### 出口
当駅は高架駅であるが高架橋の高さが低いため中間階を作らずにホームと同じ階に改札口が設けられている。なお、改札内で南北ホーム間を行き来することはできない。南行ホーム側の改札口には終日駅員が配置され、回転式改札機、きっぷ売り場、シンプソン・ストリートとウェストチェスター・アベニューの交差点北西への階段が1つ、同交差点北東への階段1つとエレベーター1機がある。
北行ホームの改札口には、3つの回転式改札機、シンプソン・ストリートとウェストチェスター・アベニューの交差点南東への階段が1つ、同交差点南西への階段1つとエレベーター1機がある。